# 滴

蛇口から滴る滴

滴（しずく）とは、したたり落ちる、液体の粒のこと。

## 概説
滴を形成する最もシンプルな方法は、小さな直径の管を垂直に立て、下端から液体がゆっくりと流れるようにする、というものである。ぶら下がった液体が一定の大きさを超えると、不安定になって、自然に滴となり、したたり落ちる。滴はまた、蒸気を急激に冷やし圧縮することによっても、あるいは多めの液体をスプレーすることによっても形成できる。
水と空気とでは屈折率が異なるため、雨つぶの表面上で屈折と反射が発生し、虹が発生する。

## 物理的解析
管から伸びる液の形状を半径 R の円柱とし、同量の液が半径 r の滴に分離する状況を考えると、r > 1.5R のとき、液の表面積は円柱形よりも（球体に近い）滴の状態のほうが小さくなる。物体には表面エネルギーを小さくするように変形する力がはたらくため、このとき液は滴に分離する。そのため、管の半径 R を小さくする（たとえばホースの先端を手でつぶす）と液は滴になりやすい。

### 表面張力の測定
管から垂れ下がる最大の滴の大きさを測ることで液体の表面張力を測定することができる。この方法はペンダントドロップ法（懸滴法)と呼ばれる。
管の半径を R 、αを垂れ下がった液のうち滴になって落下する割合（約0.6）、l を毛管長、γを表面張力とすると、その管から垂れ下がれる最大の滴の半径 r は
{\displaystyle r=\left({\frac {3l^{2}R}{2\alpha }}\right)^{\frac {1}{3}}}
で表される。この大きさの滴を管の先端にある液の表面張力 2πrγ が支えていることから、力の釣り合い式を立てることによって表面張力γを求めることができる。

### 滴の落下音
水滴が水面に落ちると、日本語の擬音語で「ポチャン」という音がする。英国ケンブリッジ大学は2018年、滴と落下先の水、気泡の相互作用からこうした音を発生する仕組みを解明したと発表した。洗剤を垂らして表面張力を失わせると音が出なくなった。

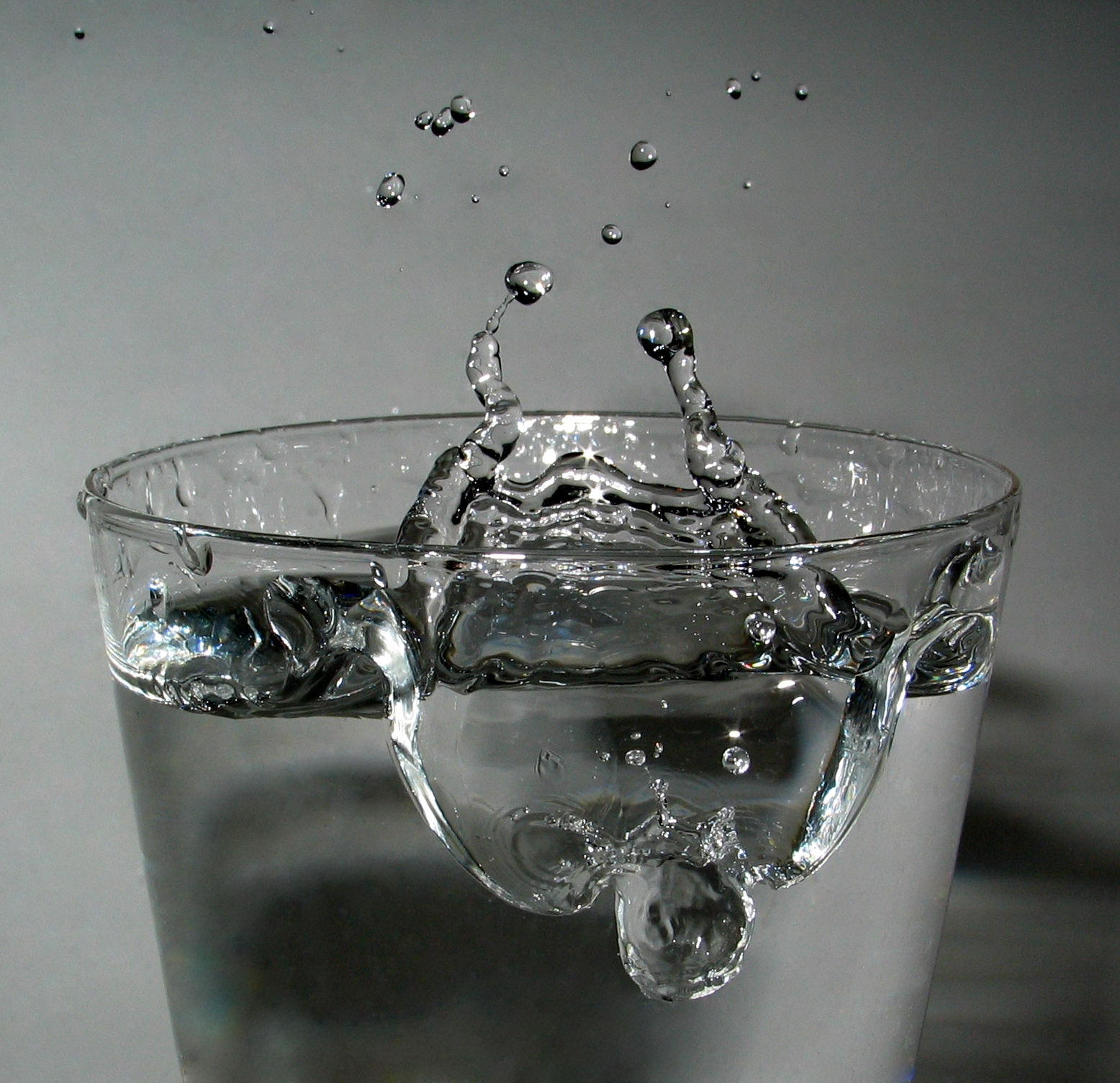
滴が衝突した瞬間
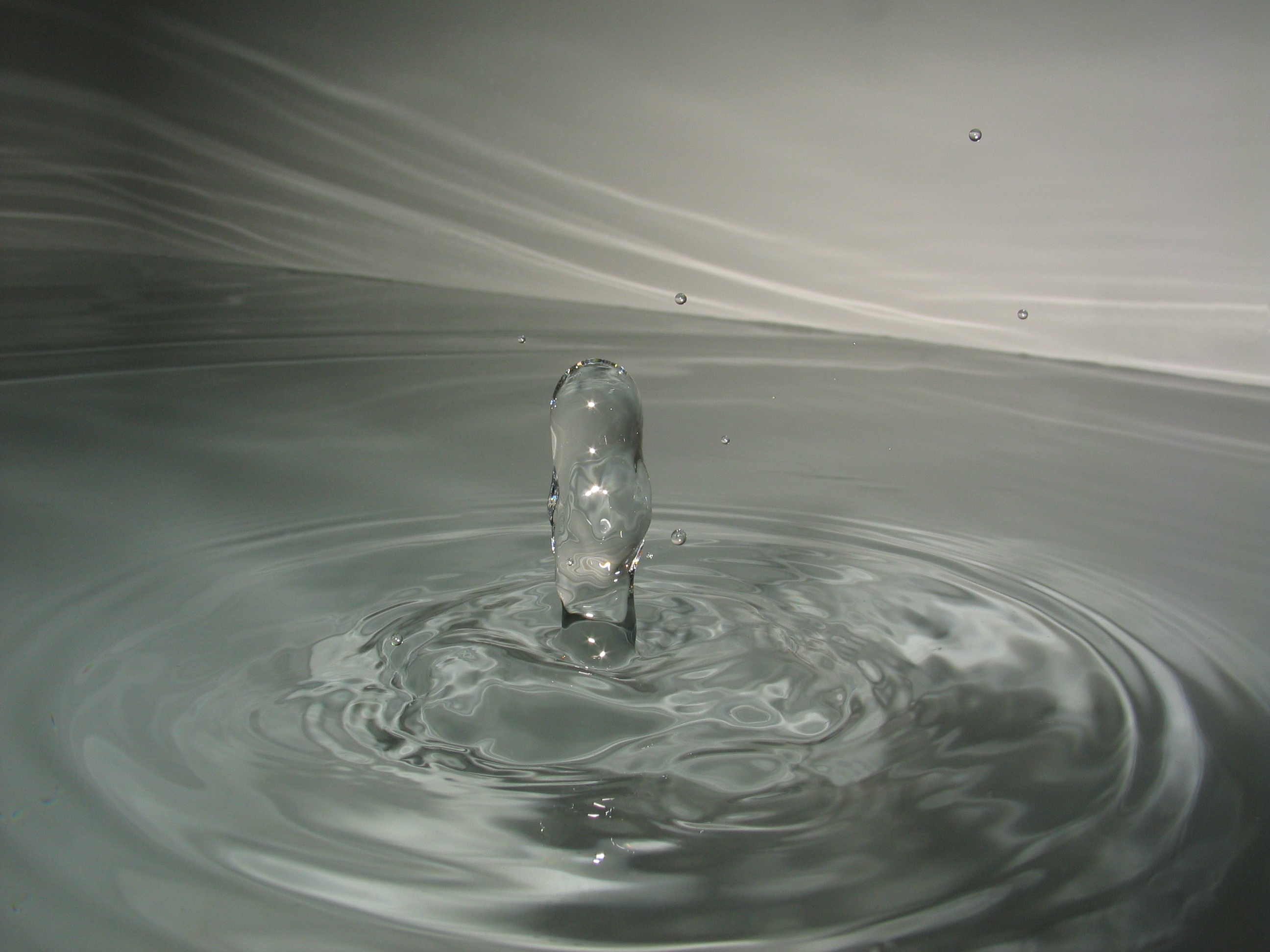
水滴が落ちた後
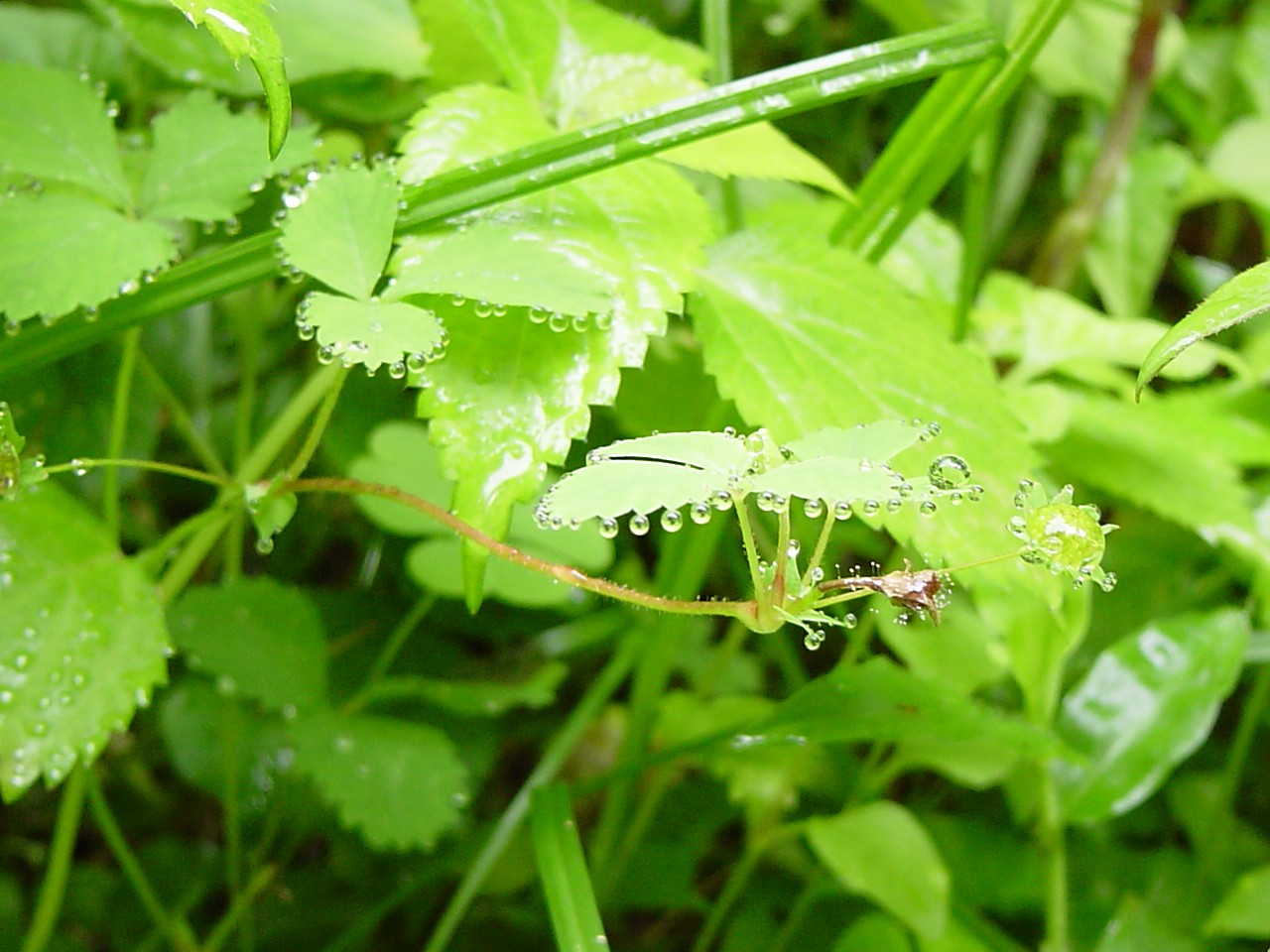
野苺の葉の尖った部分に霧雨が付着し球体となった水滴
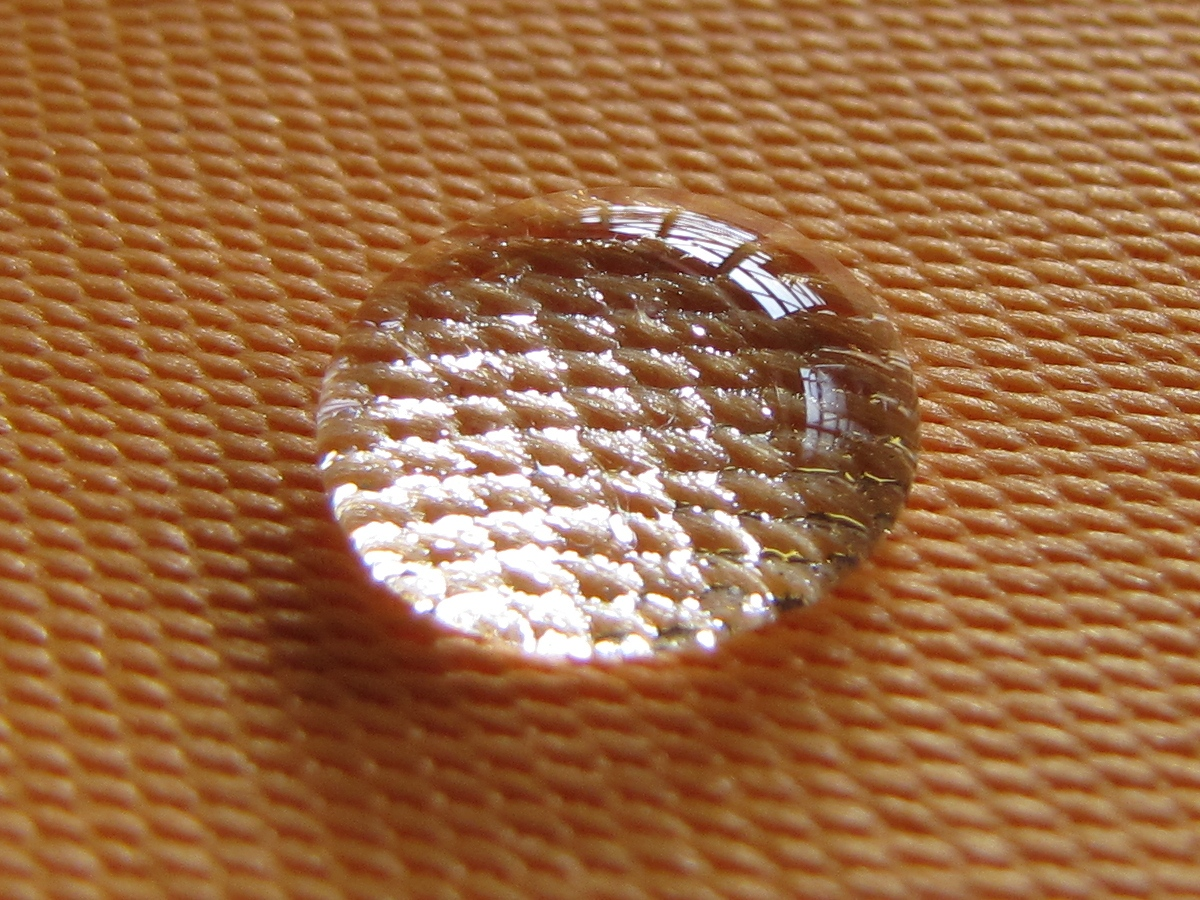
布上で撥水状態の水滴
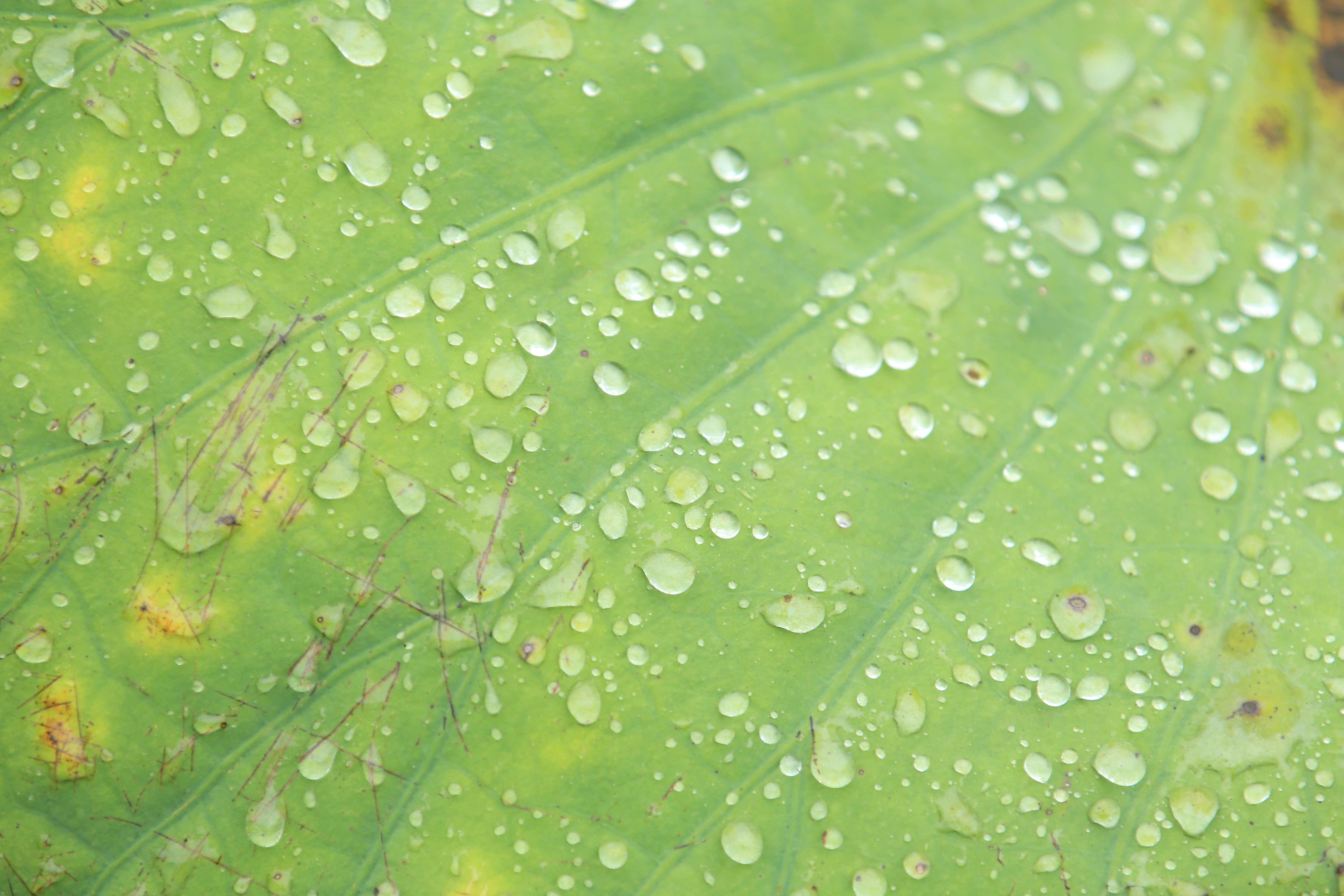
睡蓮の葉に付いた水滴